# Система адиабатического увлажнения воздуха
Система адиабатического увлажнения воздуха — климатическое устройство или группа взаимосвязанных устройств, использующихся для повышения влажности в помещении без изменения внутренней энергии воздуха. Широкое распространение получили адиабатические увлажнители воздуха трех видов: ультразвуковые, форсуночные (высокого давления) и испарительные (сотовые). Адиабатические системы увлажнения активно применяются с целью повышения относительной влажности в жилых, промышленных и административных помещениях.

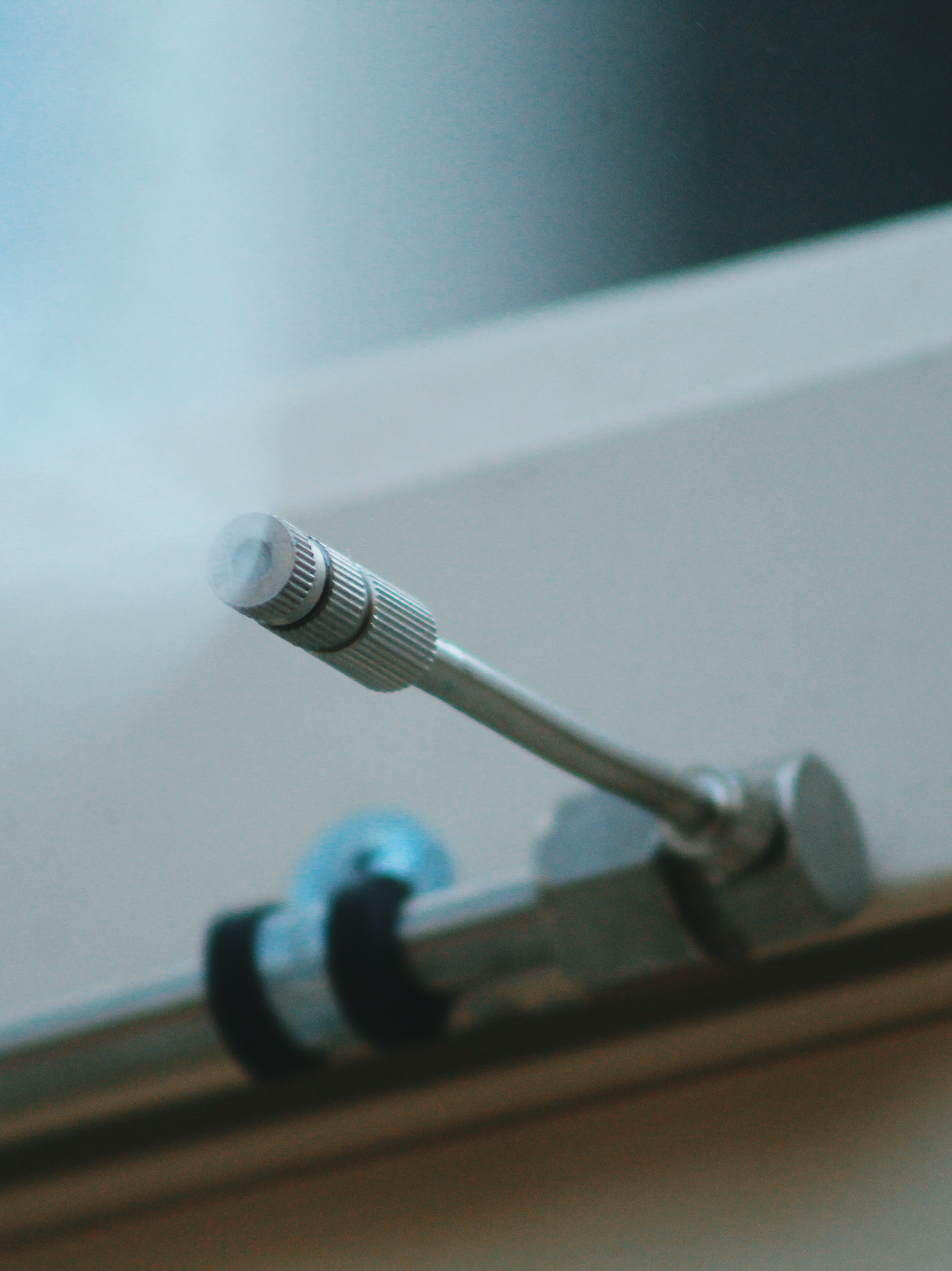
Форсунка адиабатической системы увлажнения

## Теория
Все живые существа (в том числе и люди) в процессе своей жизнедеятельности потребляют из атмосферы кислород, насыщая окружающий воздух углекислым газом. В помещениях данный процесс протекает несколько иначе, именно поэтому все замкнутые помещения (как жилые, так и производственные) снабжаются вентиляционными системами.
Разница температур может приводить к изменению влажности. Если температура наружного воздуха ниже, чем в помещении, его нагревают, вследствие чего относительная влажность снижается. И, наоборот, если температура наружного воздуха выше, чем в помещении, относительная влажность повышается. Для снижения влажности используют осушители воздуха.
Существуют стандарты относительной влажности, при которых все биологические процессы в организме человека протекают правильно. Для холодного времени года относительная влажность составляет 30–45%, для теплого — 30–60%. При этом, согласно медицинским исследованиям, дети, страдающие от ОРВИ, должны пребывать в помещениях с относительной влажностью 70–80%. Пересушенный воздух приводит к негативным последствиям:
- обезвоживание организма: влага испаряется с кожи человека или домашнего животного, покидает поры комнатных растений, нарушая биологическое равновесие, ухудшая самочувствие всех обитателей помещения;
- влага испаряется с покрытия стен, мебели, паркета (или ламината), всех предметов, изготовленных из гигроскопических материалов.

Для того чтобы повысить влажность воздуха до оптимальных показателей, используются увлажнители воздуха.

## Способы увлажнения
С физической точки зрения, принимая во внимание термодинамические процессы, увлажнение может быть двух типов:
- изотермическим, при котором повышается внутренняя энергия воздуха в помещении, сохраняя температуру неизменной;
- адиабатическим, при котором внутренняя энергия воздуха остается неизменной, а влажность резко повышается.

В основе увлажнения лежит процесс распыления капель воды в помещении. Чем меньше частичка воды в процессе увлажнения, тем более эффективным является сам процесс.
Самым традиционным, но в то же время радикальным способом является изотермическое увлажнение, при котором вода, пребывающая в жидком состоянии, нагревается, превращаясь в пар. Недостатками такого способа являются высокие энергетические затраты на испарение воды, но при этом, в отличие от адиабатических увлажнителей при изотермическом увлажнении не происходит падение температуры воздуха в помещении и необходимость дополнительных энергетических затрат на нагрев воздуха. 
Система адиабатического увлажнения воздуха способна производить контролируемое повышение относительной влажности в помещении за счет внутренней энергии воздуха (снижения температуры). При этом затраты электроэнергии на увлажнение снижаются на один-два порядка, но одновременно возрастают затраты энергоносителей на повышение температуры в помещении до первоначальной.

## Преимущества адиабатических систем
К достоинствам адиабатических систем увлажнения следует отнести:
- простоту обслуживания;
- энергоэффективность;
- подавление пыли;
- кондиционирование.

## Недостатки

### Высокая стоимость
Многие элементы адиабатических увлажнителей  изготавливаются из нержавеющей стали (например, марки AISI304), так как глубокоочищенная вода приводит к коррозии других металлов. Многие компоненты изготовлены для работы с высоким давлением и должны иметь усиленную конструкцию. Кроме того, данные системы имеют множество современных технических решений, которые требуют от производителей значительные инженерные затраты. 